# Бектиш
Бекти́ш (рос. Бектыш) — присілок в Балезінському районі Удмуртії, Росія.

## Населення
Населення — 14 осіб (2010; 27 в 2002).
Національний склад станом на 2002 рік:
- татари — 100 %